# Matelea sartago-diaboli
Matelea sartago-diaboli är en oleanderväxtart som beskrevs av Goyder. Matelea sartago-diaboli ingår i släktet Matelea och familjen oleanderväxter. Inga underarter finns listade i Catalogue of Life.